# Кес, Георг фон
Георг Риттер фон Кес (нем. Georg Ritter von Kees; 24 ноября 1822, Будапешт, Австрийская империя — 9 июля 1906, Пезинок Австро-Венгрия) — австрийский фельдцейхмейстер, второй руководитель военной разведки Австрийской империи (1864—1866). Начальник Терезианской академии (1868—1870).

## Биография
Сын высокопоставленного имперского чиновника. После окончания Терезианской военной академии, направлен в пехотный полк, а в 1843 году переведён в Генеральный штаб Австрийской империи.
Участник битвы при Кустоце в ходе Австро-итальянской войны под командованием фельдмаршала Радецкого 1848 году, битвы при Новаре в 1849 году и взятии Милана. Отличился в северной Италии во время Австро-итало-французской войне 1859 году под командованием Ференца Дьюлаи.
В 1861 году был переведён на службу в Эвиденцбюро, военную разведывательную службу Австрии, во главе которой, сменив Антона фон Калика, стал в 1864 году. Получил чин полковника.
Принимал участие в Австро-прусско-итальянской войне 1866 года, работая в штабе австрийской Северной армии, потерпевшей поражение в Битве при Садове.
После окончания войны было начато военное судебное расследование в отношении командующего Северной армией Людвига фон Бенедека и некоторых его генералов, а Кес был снят с должности руководителя Эвиденцбюро и переведён в пехоту.
В 1868 году он был назначен начальником Терезианской военной академии в Винер-Нойштадте. Через два года по собственной желанию был отстранён от этой должности, продолжая службу в Венгрии.
В звании Фельдмаршал-лейтенанта, командуя дивизией, принимал участие в оккупации Австро-Венгрией Боснии и Герцеговины.
С 1881 года — военный комендант г. Кошице. С 1882 года — шеф Австро-Венгерского пехотного полка № 85.
Вышел в отставку в звании фельдцейхмейстера 1887 году.